# Roodborsttangare
De roodborsttangare (Compsothraupis loricata) is een zangvogel uit de familie Thraupidae (tangaren).

## Verspreiding en leefgebied
Deze soort is endemisch in noordoostelijk Brazilië.